# Thysanozoon nigrum
Thysanozoon nigrum är en plattmaskart. Thysanozoon nigrum ingår i släktet Thysanozoon och familjen Pseudoceritidae. Inga underarter finns listade i Catalogue of Life.